# 山村美紗
山村 美紗（やまむら みさ、1931年8月25日 - 1996年9月5日）は、日本の小説家、推理作家。父は民法学者で京都大学名誉教授の木村常信、4人姉弟の長女であり、弟は政治学者で北海道大学名誉教授の木村汎、他に妹が2人いる。配偶者は東山高校の元数学教師で退職後画家に転身した山村巍（たかし）（1928年 - 2022年）、長女は俳優の山村紅葉。

## 来歴
京都府京都市で生まれ、父親は朝鮮総督府京城法学専門学校校長事務取扱に任じられて終戦まで朝鮮に在住し、山村も日本統治時代の朝鮮の京城で育ち、京城師範付属小学校から京城第一高女へ進学した。帰国後にぜんそくを患い家で療養する時期もあったが、1957年に京都府立大学女子短期大学部を経て文学部国文科を卒業する。1964年まで京都市立伏見中学校で国語教師として勤めて数学教師の山村巍と結婚して退職する。1967年頃から小説創作を始め、1970年に「京城の死」が江戸川乱歩賞候補、1971年に「死体はクーラーが好き」が小説サンデー毎日新人賞候補それぞれに選出され、1974年に『マラッカの海に消えた』で作家としてメジャーデビューした。1983年に『消えた相続人』で日本文芸大賞を受賞した。
1996年9月5日、『小説現代』と『週刊小説』へ掲載する原稿の執筆のため娘の紅葉と滞在していた東京都千代田区の帝国ホテルスイートルームで心不全のため急逝した。65歳没。
4日後の9月9日に営まれた告別式は日本テレビ『ザ・ワイド』で生中継された。
弟の木村汎は、山村の没後に『北海道新聞』1996年10月25日付けのコラム「弟から見た素顔の山村美紗」を発表した。2020年に作家の花房観音が『京都に女王と呼ばれた作家がいた』で山村の評伝を著す。

## 人物
日本ミステリー界の女王、トリックの女王、日本のアガサ・クリスティとなど讃えられた。
作品は多作で、おもな舞台を京都に置き、多くがテレビドラマ化された。華道は池坊準華監、茶道は師範免状、日本舞踊は花柳流名取、それぞれを有して作品にも多く登場する。
推理作家の西村京太郎は、山村が無名の時期に西村へファンレターを送ったことから親交を深めた。山村がハガキに「夏休みを利用して北海道を一人でドライブします」と書いたところ、西村が女子大生だと勘違いし、山村の住む京都まで自ら会いに出向いた事が発端で2人の交友が始まり、のちに山村は西村と共同で嘗て旅館であった建物を購入している。西村は山村と自身との関係をモデルに私小説『女流作家』『華の棺』を発表しており、「山村美紗さんに本書を捧げる」と帯に記載された。長女で女優の山村紅葉は美紗の作品に加えて西村原作のドラマに多く出演している。

## 受賞・候補歴
- 1970年 - 『京城の死』で第16回江戸川乱歩賞候補。
- 1971年 - 『死体はクーラーが好き』で小説サンデー毎日新人賞候補[2]。
- 1972年 - 『死の立体交差』で第18回江戸川乱歩賞候補。
- 1973年 - 『ゆらぐ海溝』で第19回江戸川和乱歩賞候補。
- 1983年 - 『消えた相続人』で第3回日本文芸大賞を受賞[2]。
- 1992年 - 第10回京都府文化賞功労賞受賞、京都府あけぼの賞を受賞[2]。

## 作品リスト

### キャサリンシリーズ
- 花の棺 1975.9
- 百人一首殺人事件 1978.12
- 燃えた花嫁 1982.6
- 消えた相続人 1982.12
- 京友禅の秘密 1983.11
- ミス振袖殺人事件 1985.1
- ヘアデザイナー殺人事件 1985.2
- 京都鞍馬殺人事件 1985.9
- 京都絵馬堂殺人事件 1986.9
- 京都茶道家元殺人事件 1987.2
- 京都西陣殺人事件 1987.7
- 胡蝶蘭殺人事件 1987.11
- 小京都連続殺人事件 1988.1
- 琵琶湖別荘殺人事件 1988.2
- 女相続人連続殺人事件 1988.3
- 恋人形殺人事件 1988.5
- グルメ列車殺人事件 1988.10
- 京都・十二単衣殺人事件 1989.6
- シンガポール蜜月旅行殺人事件 1989.10
- 京都恋供養殺人事件 1989.11
- 千利休・謎の殺人事件 1990.2
- 天の橋立殺人事件 1990.7
- ラベンダー殺人事件（表題作を除く） 1991.4
- 紫水晶殺人事件 1991.6
- 流れ橋殺人事件（看護婦・戸田鮎子シリーズとのクロスオーバー） 1991.7
- 坂本龍馬殺人事件 1991.7
- 小京都・郡上八幡殺人事件 1991.9
- ブラックオパールの秘密 1992.6
- 向日葵は死のメッセージ 1992.7
- 伊良湖岬の殺人（『越前岬の殺人』、『足摺岬の殺人』を除く） 1992.11
- 清少納言殺人事件 1993.3
- 卒都婆小町が死んだ 1993.4
- 京都・グアム島殺人旅行 1993.9
- 京都・バリ島殺人旅行 1993.10
- 札幌雪まつりの殺人 1993.12
- 長良川鵜飼殺人事件 1994.7
- 殺人を見た九官鳥 1994.9
- 神戸殺人レクイエム 1995.9

### 祇園舞妓・小菊シリーズ
- 都おどり殺人事件 1985.11
- 京舞妓殺人事件 1986.4
- 京都花見小路殺人事件 1986.8
- 京都東山殺人事件 1987.4
- 伊豆修善寺殺人事件 1991.9
- 京都西大路通り殺人事件 1995.11

### 葬儀屋・石原明子シリーズ
- 赤い霊柩車 1990.11
- 華やかな誤算 1992.9
- 猫を抱いた死体 1993.6
- 毎月の脅迫者 1994.7
- 大江山鬼伝説殺人事件 1996.10

### 女検視官・江夏冬子シリーズ
- 京都殺人地図 1980.10 少女は密室で死んだ，偽装の殺人現場，消えた配偶者，水仙の花言葉は死，几帳面な殺人者，溺れた女，首のない死体，骨の証言
- 扇形のアリバイ 1984.5
- 京都二年坂殺人事件 1987.8
- 京都清水坂殺人事件 1988.8
- 長崎殺人物語 1991.9
- 故人の縊死により 1992.11
- 寒がりの死体 1994.10
- 宮崎旅行の殺人 1996.9

### 不倫調査員・片山由美シリーズ
- 十二秒の誤算 1994.4

### 看護婦・戸田鮎子シリーズ
- 殺人予告はリダイヤル 1992.6
- レンタル家族殺人事件 1993.3
- 流れ橋殺人事件

### 推理作家・池加代子シリーズ
- ゴールドコーストの遺品 1994.6
- ポケットベルに死の予告 1995.6

### 税関検査官・今井陽子シリーズ
- 大阪国際空港殺人事件 1987.7

### 推理作家・ニュースキャスター・矢村麻沙子シリーズ
- 京都の祭りに人が死ぬ 1981
- ガラスの棺 1983.5
- 京都島原殺人事件 1989.5
- 京都・博多殺人事件 1990.10
- 京都・浜名湖殺人事件 1992.1
- 小京都伊賀上野殺人事件 1993.3
- 娘道成寺殺人事件 1993.8
- 京都・沖縄殺人事件 1995.11
- 京都・出雲殺人事件 1994.6
- 龍野武者行列殺人事件（未完の遺作を西村京太郎が加筆し、完結させた） 1997.5

### 女子大生ホステス・小川麻子シリーズ
- 華やかな密室 1984.5

### その他
- マラッカの海に消えた 1974.1
- 死体はクーラーが好き 1976.5
- 殺意のまつり 1976.10
  - 残酷な旅路
  - 恐怖の賀状
  - 50パーセントの幸福
  - 黒枠の写真
  - 死者の掌
  - 孤独な証言
  - 殺意のまつり
- 黒の環状線 1976.12
- シガリロの罠 1977.4
- 鳥獣の寺 1977.12
- 幻の指定席 1978.12
- エジプト女王の棺 1980.11
- 京都の祭に人が死ぬ 1981.6
- 目撃者ご一報下さい 1982.6
- 京都花の寺殺人事件（『花の寺殺人事件』改題） 1983.10
- 花嫁は容疑者 1983.10
- 京都大原殺人事件 1984.6
- 三十三間堂の矢殺人事件 1984.7
- 黒百合の棺 1984.7
- 愛の海峡殺人事件 1984.9
- 小野小町殺人事件 1984.10
- こちら殺人現場ですが 1984.11
- 乳房のない死体 1984.11
- 恋盗人 1985.4
- 京都嵯峨野殺人事件 1985.8
- 小説 長谷川一夫 1985.8
- 京都不倫旅行殺人事件 1985.10
- 京都紫野殺人事件 1985.10
- 京都旅行殺人事件 1985.12
- 京都新婚旅行殺人事件 1986.1
- 京都化野殺人事件 1986.2
- 京都祇園殺人事件 1986.4
- 京都婚約旅行殺人事件 1986.7
- 京都離婚旅行殺人事件 1986.7
- 不倫家族殺人事件 1986.7
- 愛人旅行殺人事件（文庫版は『京都愛人旅行殺人事件』と改題） 1986.10
  - 愛人旅行殺人事件
  - 京都受胎旅行殺人事件
  - 京都見合旅行殺人事件
  - 京都婚前旅行殺人事件
- 京都葵祭殺人事件 1986.10
- 代理妻殺人事件 1986.11
- 京都再婚旅行殺人事件 1987.1
- 京都北白川殺人事件 1987.3
- 紫式部殺人事件 1987.5
- 妻たちのパスポート 1987.5
- 京都夏祭り殺人事件 1987.10
- 京都・神戸殺人事件 1987.10
- 京都紅葉寺殺人事件 1987.11
- 京都マネーゲーム殺人事件 1987.11
- 京都グルメ旅行殺人事件 1988.4
- 財テク夫人殺人事件 1988.6
- シンデレラの殺人銘柄 1988.7
- 恋の寺殺人事件 1989.6
- 京都貴船川殺人事件 1989.11
- 京都結婚指輪殺人事件 1990.3
- 京都三船祭り殺人事件（『京都嵐山殺人事件』の改題） 1990.8
- 愛の飛鳥路殺人事件 1991.1
- 愛の殺人気流 1991.1
- 京都・山口殺人旅行 1991.3
- 京都詩仙堂殺人事件 1991.9
- 山村美紗の京都の旅行 1991.9
- 愛の立待岬 1991.10
- 山陽路殺人事件 1992.1
- 京都花の艶殺人事件 1992.3
- 平家伝説殺人ツアー 1992.7
- 受験戦争殺人時代 1992.9
- 京都・金沢殺人事件 1992.10
- 失恋地帯 1992.10
- 伊勢志摩殺人事件 1993.7
- 山村美紗の事件簿 1993.10
- 夜の京都殺人迷路 1993.10
- 火の国殺人事件 1993.11
- 高知お見合いツアー殺人事件 1993.11
- 越前海岸殺人事件 1994.7
- 小樽地獄坂の殺人 1994.10
- 愛のキャンセル待ち 1995.4
  - 愛の誤算
  - 女の罠
  - 人形寺殺人事件
  - 愛のキャンセル待ち
  - 偽装の回路
  - 華やかな復讐
- 夜の都大路殺人事件 1995.11
- 愛の摩周湖殺人事件 1995.12
- 結婚ゲーム 1996.2
- 愛の危険地帯 1996.9
- 三千万円の花束 1997.7
- 在原業平殺人事件（未完の遺作を西村京太郎が加筆し、完結させた） 1997.7
- 五〇パーセントの幸福 1998.9
  - 殺意のまつり
  - 殺意の河
  - 憎しみの回路
  - 50パーセントの幸福
  - 教科書
  - 眼には眼を！
  - 不用家族
- 竜飛岬殺人事件 1999.1
  - 向日葵は死のメッセージ
  - 京都観光旅行殺人事件
  - 京都見合旅行殺人事件
  - 長い髪の女
- 京都・宇治川殺人事件 2002.12

### 山村美紗長編推理選集
- 第二巻 1989.11
  - 花の棺
  - 百人一首殺人事件
- 第三巻 1989.12
  - 愛の海峡殺人事件
  - 鳥獣の寺
- 第一巻 1990.1
  - マラッカの海に消えた
  - エジプト女王の棺
- 第四巻 1990.1
  - 黒の環状線
  - 葉煙草の罠
- 第五巻 1990.1
  - 燃えた花嫁
  - 消えた相続人
- 第六巻 1990.1
  - 京都大原殺人事件
  - 京都鞍馬殺人事件
- 第七巻 1990.1
  - 京都新婚旅行殺人事件
  - 京都再婚旅行殺人事件
- 第八巻 1990.7
  - 扇形のアリバイ
  - 今日舞妓殺人事件
- 第九巻 1990.8
  - 小野小町殺人事件
  - 紫式部殺人事件
- 第十巻 1990.9
  - 京都嵯峨野殺人事件
  - 小京都連続殺人事件

### エッセイ
- 美紗の恋愛推理学 1985.7
- 山村美紗の株の推理教室 1987.7
- ミステリーに恋をして 1992.9

### 脚本
- 特別機動捜査隊[2]
  - 第474話「血の鎖」（1970年12月2日） - 小川記正と共同脚本
  - 第476話「奇妙な男と女」（1970年12月16日）

## 映像化作品
多数の作品が映像化されている。『ミステリーの女王 山村美紗物語』や『作家探偵・山村美紗』シリーズでは浅野ゆう子が山村美紗役を演じた。

### 単発ドラマ

#### 1970年代
| 作品数 | 放送日  | タイトル             | 話数                 | 主演       | 原作                 | 放送局     | 放送枠         |
| 1979年 | 1979年  | 1979年               | 1979年               | 1979年     | 1979年               | 1979年     | 1979年         |
| ------ | ------- | -------------------- | -------------------- | ---------- | -------------------- | ---------- | -------------- |
| 1      | 4月21日 | 京都殺人案内         | 1                    | 藤田まこと | 花の棺               | テレビ朝日 | 土曜ワイド劇場 |
| 2      | 6月23日 | マラッカの海に消えた | マラッカの海に消えた | 三田佳子   | マラッカの海に消えた | テレビ朝日 | 土曜ワイド劇場 |

#### 1980年代
| 作品数 | 放送日   | タイトル                         | 話数                             | 主演         | 原作                     | 放送局     | 放送枠                        |
| 1980年 | 1980年   | 1980年                           | 1980年                           | 1980年       | 1980年                   | 1980年     | 1980年                        |
| ------ | -------- | -------------------------------- | -------------------------------- | ------------ | ------------------------ | ---------- | ----------------------------- |
| 3      | 2月16日  | 黒の環状線                       | 黒の環状線                       | 安奈淳       | 黒の環状線               | テレビ朝日 | 土曜ワイド劇場                |
| 4      | 5月24日  | 映画村殺人事件                   | 映画村殺人事件                   | 田村正和     | 京都映画村殺人事件       | テレビ朝日 | 土曜ワイド劇場                |
| 1982年 |          |                                  |                                  |              |                          |            |                               |
| 5      | 10月19日 | 京都連続殺人事件                 | 京都連続殺人事件                 | 小川知子     | 葉煙草の罠               | 日本テレビ | 火曜サスペンス劇場            |
| 1983年 |          |                                  |                                  |              |                          |            |                               |
| 6      | 1月29日  | 残酷な旅路                       | 残酷な旅路                       | 樋口可南子   | 残酷な旅路               | TBS        | ザ・サスペンス                |
| 7      | 7月21日  | 目撃者ご一報下さい               | 目撃者ご一報下さい               | 風吹ジュン   | 目撃者ご一報下さい       | 日本テレビ | 木曜ゴールデンドラマ          |
| 8      | 9月10日  | 燃えた花嫁                       | 燃えた花嫁                       | 田村正和     | 燃えた花嫁               | テレビ朝日 | 土曜ワイド劇場                |
| 1984年 |          |                                  |                                  |              |                          |            |                               |
| 9      | 2月25日  | 京都・北陸殺人紀行               | 京都・北陸殺人紀行               | 池上季実子   |                          | TBS        | ザ・サスペンス                |
| 10     | 4月7日   | 京都鳥獣の寺連続殺人             | 京都鳥獣の寺連続殺人             | 栗原小巻     | 鳥獣の寺                 | テレビ朝日 | 土曜ワイド劇場                |
| 1985年 |          |                                  |                                  |              |                          |            |                               |
| 11     | 1月7日   | 京都人形寺殺人事件               | 京都人形寺殺人事件               | 松尾嘉代     | 人形寺殺人事件           | テレビ朝日 | 月曜ワイド劇場                |
| 12     | 3月19日  | 京都慕情殺人事件                 | 京都慕情殺人事件                 | 水沢アキ     | 扇形のアリバイ           | 日本テレビ | 火曜サスペンス劇場            |
| 13     | 5月4日   | 京都大原殺人事件                 | 京都大原殺人事件                 | 片平なぎさ   | 京都大原殺人事件         | テレビ朝日 | 土曜ワイド劇場                |
| 14     | 9月30日  | 人妻たちの事件簿シリーズ         | 5                                | 多岐川裕美   | 残酷な恋人               | テレビ朝日 | 月曜ワイド劇場                |
| 15     | 12月13日 | 京都嵯峨野殺人事件               | 京都嵯峨野殺人事件               | 早乙女愛     | 京都嵯峨野殺人事件       | フジテレビ | 金曜女のドラマスペシャル      |
| 1986年 |          |                                  |                                  |              |                          |            |                               |
| 16     | 2月8日   | 京都鞍馬殺人事件                 | 京都鞍馬殺人事件                 | 松原千明     | 京都鞍馬殺人事件         | テレビ朝日 | 土曜ワイド劇場                |
| 17     | 5月23日  | 整形・二つの顔を持つ女           | 整形・二つの顔を持つ女           | 沢田亜矢子   |                          | フジテレビ | 金曜女のドラマスペシャル      |
| 18     | 7月4日   | 小野小町殺人事件                 | 小野小町殺人事件                 | 片平なぎさ   | 小野小町殺人事件         | フジテレビ | 金曜女のドラマスペシャル      |
| 19     | 7月12日  | 京都新婚旅行殺人事件             | 京都新婚旅行殺人事件             | かとうかずこ | 京都新婚旅行殺人事件     | テレビ朝日 | 土曜ワイド劇場                |
| 20     | 9月5日   | 京都紫野殺人事件                 | 京都紫野殺人事件                 | 早見優       | 京都紫野殺人事件         | フジテレビ | 金曜女のドラマスペシャル      |
| 21     | 10月6日  | 死人が夜ピアノを弾く             | 死人が夜ピアノを弾く             | 松方弘樹     | 死人が夜ピアノを弾く     | フジテレビ | 山村美紗サスペンス            |
| 22     | 10月13日 | 不用家族                         | 不用家族                         | 松方弘樹     | 不用家族                 | フジテレビ | 山村美紗サスペンス            |
| 23     | 10月20日 | 殺意の河                         | 殺意の河                         | 松方弘樹     | 殺意の河                 | フジテレビ | 山村美紗サスペンス            |
| 24     | 10月27日 | 偽装の回路                       | 偽装の回路                       | 松方弘樹     | 偽装の回路               | フジテレビ | 山村美紗サスペンス            |
| 25     | 11月1日  | 京都不倫旅行殺人事件             | 京都不倫旅行殺人事件             | 片平なぎさ   | 京都不倫旅行殺人事件     | テレビ朝日 | 土曜ワイド劇場                |
| 26     | 11月3日  | 死者の手のひら                   | 死者の手のひら                   | 松方弘樹     | 死者の掌                 | フジテレビ | 山村美紗サスペンス            |
| 27     | 11月10日 | 長い髪の女                       | 長い髪の女                       | 松方弘樹     | 長い髪の女               | フジテレビ | 山村美紗サスペンス            |
| 28     | 11月17日 | 京菓子殺人事件                   | 京菓子殺人事件                   | 松方弘樹     | 京菓子殺人事件           | フジテレビ | 山村美紗サスペンス            |
| 29     | 11月24日 | 虹への疾走                       | 虹への疾走                       | 松方弘樹     | 虹への疾走               | フジテレビ | 山村美紗サスペンス            |
| 30     | 12月26日 | ガラスの棺                       | ガラスの棺                       | 池上季実子   | ガラスの棺               | フジテレビ | 金曜女のドラマスペシャル      |
| 1987年 |          |                                  |                                  |              |                          |            |                               |
| 31     | 2月19日  | くらやみ祭に人が死ぬ             | くらやみ祭に人が死ぬ             | 大竹しのぶ   | くらやみ祭に人が死ぬ     | 日本テレビ | 木曜ゴールデンドラマ          |
| 32     | 3月7日   | 京都化野殺人事件                 | 京都化野殺人事件                 | 山口果林     | 京都化野殺人事件         | テレビ朝日 | 土曜ワイド劇場                |
| 33     | 5月9日   | 京都離婚旅行殺人事件             | 京都離婚旅行殺人事件             | 伊東ゆかり   | 京都離婚旅行殺人事件     | テレビ朝日 | 土曜ワイド劇場                |
| 34     | 7月17日  | 京都愛人旅行殺人事件             | 京都愛人旅行殺人事件             | 沢田亜矢子   | 京都愛人旅行殺人事件     | フジテレビ | 金曜女のドラマスペシャル      |
| 35     | 11月2日  | 彼岸花が死を招く・花の寺殺人事件 | 彼岸花が死を招く・花の寺殺人事件 | 小川真由美   | 彼岸花が死を招く         | フジテレビ | 京都サスペンス                |
| 36     | 11月9日  | 月下美人殺人事件                 | 月下美人殺人事件                 | 伊藤蘭       | 月下美人殺人事件         | フジテレビ | 京都サスペンス                |
| 37     | 11月16日 | 柩の中に藤の花を                 | 柩の中に藤の花を                 | 藤真利子     | 棺の中に藤の花を         | フジテレビ | 京都サスペンス                |
| 38     | 11月23日 | 芙蓉の花は血の色                 | 芙蓉の花は血の色                 | 大場久美子   | 芙蓉の花は血の色         | フジテレビ | 京都サスペンス                |
| 39     | 11月30日 | 石楠花の咲く寺                   | 石楠花の咲く寺                   | 松方弘樹     | 石楠花の咲く寺           | フジテレビ | 京都サスペンス                |
| 1988年 |          |                                  |                                  |              |                          |            |                               |
| 40     | 5月7日   | 京都再婚旅行殺人事件             | 京都再婚旅行殺人事件             | 沢田亜矢子   | 京都再婚旅行殺人事件     | テレビ朝日 | 土曜ワイド劇場                |
| 41     | 7月9日   | 京都神戸殺人事件                 | 京都神戸殺人事件                 | 浅野ゆう子   | 京都神戸殺人事件         | テレビ朝日 | 土曜ワイド劇場                |
| 42     | 7月29日  | 京都婚約旅行殺人事件             | 京都婚約旅行殺人事件             | 沢田亜矢子   | 京都婚約旅行殺人事件     | フジテレビ | 男と女のミステリー            |
| 43     | 10月3日  | 京都夏祭り殺人事件               | 京都夏祭り殺人事件               | 賀来千香子   | 京都夏祭り殺人事件       | フジテレビ | 京都サスペンス（2）           |
| 44     | 10月10日 | 京都の祭りで人が死ぬ・鞍馬の火祭 | 京都の祭りで人が死ぬ・鞍馬の火祭 | 松方弘樹     | 鞍馬の火祭               | フジテレビ | 京都サスペンス（2）           |
| 45     | 10月17日 | 妻たちのパスポート               | 妻たちのパスポート               | 藤真利子     | 妻たちのパスポート       | フジテレビ | 京都サスペンス（2）           |
| 46     | 10月18日 | 舞妓さんは名探偵                 | 1                                | 酒井法子     | 京都花見小路殺人事件     | テレビ朝日 | 火曜スーパーワイド            |
| 47     | 10月24日 | 灯篭踊りのアリバイ               | 灯篭踊りのアリバイ               | 伊藤麻衣子   |                          | フジテレビ | 京都サスペンス（2）           |
| 48     | 10月31日 | 嵯峨野の月が死を誘う             | 嵯峨野の月が死を誘う             | 秋野暢子     | 聰明な殺意               | フジテレビ | 京都サスペンス（2）           |
| 49     | 11月7日  | 京絵皿の秘密殺人                 | 京絵皿の秘密殺人                 | マリアン     | 京絵皿の秘密             | フジテレビ | 京都サスペンス（2）           |
| 50     | 11月14日 | 曲水の宴・華やかな殺意           | 曲水の宴・華やかな殺意           | 松方弘樹     | 華やかな殺意             | フジテレビ | 京都サスペンス（2）           |
| 51     | 11月26日 | 町村佐知子シリーズ               | 1                                | 岡江久美子   | 京都西陣殺人事件         | テレビ朝日 | 土曜ワイド劇場                |
| 1989年 |          |                                  |                                  |              |                          |            |                               |
| 52     | 1月24日  | 小京都ミステリー                 | 1                                | 片平なぎさ   | 小京都連続殺人事件       | 日本テレビ | 火曜サスペンス劇場            |
| 53     | 1月30日  | 死を呼ぶ人形 京都伏見殺人事件    | 死を呼ぶ人形 京都伏見殺人事件    | 朝丘雪路     | 花嫁は容疑者             | テレビ東京 | 列島縦断事件シリーズ（第1期） |
| 54     | 4月29日  | 京都マネーゲーム殺人事件         | 京都マネーゲーム殺人事件         | 浅野ゆう子   | 京都マネーゲーム殺人事件 | テレビ朝日 | 土曜ワイド劇場                |
| 55     | 7月11日  | 京都社員旅行殺人事件 愛の誤算    | 京都社員旅行殺人事件 愛の誤算    | 片平なぎさ   | 愛の誤算                 | テレビ朝日 | 火曜スーパーワイド            |
| 56     | 8月1日   | 舞妓さんは名探偵                 | 2                                | 酒井法子     | 京舞妓殺人事件           | テレビ朝日 | 火曜スーパーワイド            |
| 57     | 9月15日  | 京都グルメ旅行殺人事件           | 京都グルメ旅行殺人事件           | 伊藤蘭       | 京都グルメ旅行殺人事件   | フジテレビ | 男と女のミステリー            |
| 58     | 10月9日  | 残酷な旅路                       | 残酷な旅路                       | 伊藤麻衣子   | 残酷な旅路               | フジテレビ | 京都サスペンス（3）           |
| 59     | 10月14日 | 町村佐知子シリーズ               | 2                                | 岡江久美子   | 京都茶道家元殺人事件     | テレビ朝日 | 土曜ワイド劇場                |
| 60     | 10月30日 | 夕顔の寺殺人事件                 | 夕顔の寺殺人事件                 | 藤真利子     | 夕顔の寺殺人事件         | フジテレビ | 京都サスペンス（3）           |
| 61     | 12月11日 | 桜の寺殺人事件                   | 桜の寺殺人事件                   | 田中美佐子   | 桜の寺殺人事件           | フジテレビ | 京都サスペンス（3）           |
| 62     | 12月18日 | 尼僧殺人事件                     | 尼僧殺人事件                     | 田中健       | 尼僧殺人事件             | テレビ東京 | 女流作家シリーズ（第1期）     |

#### 1990年代
| 作品数 | 放送日   | タイトル                                | 話数                             | 主演                  | 原作                       | 放送局     | 放送枠                        |
| 1990年 | 1990年   | 1990年                                  | 1990年                           | 1990年                | 1990年                     | 1990年     | 1990年                        |
| ------ | -------- | --------------------------------------- | -------------------------------- | --------------------- | -------------------------- | ---------- | ----------------------------- |
| 63     | 4月2日   | 哲学の小径の少女                        | 哲学の小径の少女                 | 三田寛子              | 哲学の小径の少女           | フジテレビ | 山村美紗サスペンス（2）       |
| 64     | 4月9日   | 京都恋の宿殺人事件 呪われた密室         | 京都恋の宿殺人事件 呪われた密室  | 田中美佐子            | 呪われた密室               | フジテレビ | 山村美紗サスペンス（2）       |
| 65     | 4月16日  | 伏見初うま殺人事件 札束の罠             | 伏見初うま殺人事件 札束の罠      | 松方弘樹              | 札束の罠                   | フジテレビ | 山村美紗サスペンス（2）       |
| 66     | 4月23日  | 水仙の花言葉は死                        | 水仙の花言葉は死                 | 真野あずさ            | 水仙の花言葉は死           | フジテレビ | 山村美紗サスペンス（2）       |
| 67     | 4月24日  | 舞妓さんは名探偵                        | 3                                | 酒井法子              | 京都東山殺人事件           | テレビ朝日 | 火曜ミステリー劇場            |
| 68     | 4月30日  | 死を呼ぶ醍醐の桜狩り 401号室の女        | 死を呼ぶ醍醐の桜狩り 401号室の女 | ヒロコ・グレース      | 四〇一号室の女             | フジテレビ | 山村美紗サスペンス（2）       |
| 69     | 5月5日   | 京都琵琶湖別荘殺人事件                  | 京都琵琶湖別荘殺人事件           | 佳那晃子              | 琵琶湖別荘殺人事件         | テレビ朝日 | 土曜ワイド劇場                |
| 70     | 8月4日   | 町村佐知子シリーズ                      | 3                                | 岡江久美子            | 京友禅の秘密               | テレビ朝日 | 土曜ワイド劇場                |
| 71     | 9月25日  | 京都・バリ島婚約旅行殺人事件            | 京都・バリ島婚約旅行殺人事件     | 星野知子              | 京都・バリ島殺人旅行       | テレビ朝日 | 火曜ミステリー劇場            |
| 72     | 10月26日 | 京都結婚指輪殺人事件                    | 京都結婚指輪殺人事件             | 神田正輝              | 京都結婚指輪殺人事件       | フジテレビ | 男と女のミステリー            |
| 73     | 11月17日 | 京都二年坂殺人事件                      | 京都二年坂殺人事件               | 秋野暢子              | 京都二年坂殺人事件         | テレビ朝日 | 土曜ワイド劇場                |
| 74     | 12月1日  | 京都島原殺人事件                        | 京都島原殺人事件                 | 加納みゆき            | 京都島原殺人事件           | テレビ朝日 | 土曜ワイド劇場                |
| 75     | 12月17日 | 骨の証言                                | 骨の証言                         | 真野あずさ            | 骨の証言                   | フジテレビ | 現代推理サスペンス            |
| 1991年 |          |                                         |                                  |                       |                            |            |                               |
| 76     | 4月13日  | 町村佐知子シリーズ                      | 4                                | 岡江久美子            | 京都恋供養殺人事件         | テレビ朝日 | 土曜ワイド劇場                |
| 77     | 7月30日  | 小京都ミステリー                        | 4                                | 片平なぎさ            | 京都・山口殺人旅行         | 日本テレビ | 火曜サスペンス劇場            |
| 78     | 9月10日  | 花嫁は容疑者                            | 花嫁は容疑者                     | 片平なぎさ            | 花嫁は容疑者               | テレビ朝日 | 火曜ミステリー劇場            |
| 79     | 9月16日  | 豪邸の不用品                            | 豪邸の不用品                     | 古尾谷雅人            | 豪邸の不用品               | フジテレビ | 不思議サスペンス              |
| 80     | 9月30日  | 京都・山茶花寺殺人事件                  | 京都・山茶花寺殺人事件           | 沢田亜矢子            | 山茶花寺殺人事件           | テレビ東京 | 列島縦断事件シリーズ（第3期） |
| 81     | 11月22日 | 京都三船祭り殺人事件                    | 京都三船祭り殺人事件             | 伊藤蘭                | 京都三船祭り殺人事件       | フジテレビ | 金曜ドラマシアター            |
| 1992年 |          |                                         |                                  |                       |                            |            |                               |
| 82     | 1月25日  | 京都・天の橋立殺人事件                  | 京都・天の橋立殺人事件           | 柏原芳恵              | 天の橋立殺人事件           | テレビ朝日 | 土曜ワイド劇場                |
| 83     | 3月6日   | 赤い霊柩車シリーズ                      | 1                                | 片平なぎさ            | 赤い霊柩車                 | フジテレビ | 金曜ドラマシアター            |
| 84     | 5月11日  | 女相続人連続殺人事件                    | 女相続人連続殺人事件             | 佳那晃子              | 女相続人連続殺人事件       | TBS        | 月曜ドラマスペシャル          |
| 85     | 7月13日  | 女子大生ホステス名探偵 華やかな密室殺人 | 1                                | 工藤夕貴              | 華やかな密室               | TBS        | 月曜ドラマスペシャル          |
| 86     | 9月26日  | 推理小説作家・沢木麻沙子                | 1                                | 伊藤蘭                | 京都・博多殺人事件         | テレビ朝日 | 土曜ワイド劇場                |
| 87     | 11月14日 | 京都－飛鳥路の旅殺人事件                | 京都－飛鳥路の旅殺人事件         | 柏原芳恵              | 愛の飛鳥路殺人事件         | テレビ朝日 | 土曜ワイド劇場                |
| 1993年 |          |                                         |                                  |                       |                            |            |                               |
| 88     | 1月29日  | 京都花の艶殺人事件                      | 京都花の艶殺人事件               | 高樹沙耶              | 京都花の艶殺人事件         | フジテレビ | 金曜ドラマシアター            |
| 89     | 4月10日  | 愛の立待岬                              | 愛の立待岬                       | 三田村邦彦            | 愛の立待岬                 | テレビ朝日 | 土曜ワイド劇場                |
| 90     | 6月4日   | 赤い霊柩車シリーズ                      | 2                                | 片平なぎさ            | 黒衣の結婚式               | フジテレビ | 金曜エンタテイメント          |
| 91     | 7月19日  | 女子大生ホステス名探偵 華やかな密室殺人 | 2                                | 有森也実              | 死の同伴者                 | TBS        | 月曜ドラマスペシャル          |
| 92     | 8月14日  | 推理小説作家・沢木麻沙子                | 2                                | 伊藤蘭                | 京都・浜名湖殺人事件       | テレビ朝日 | 土曜ワイド劇場                |
| 93     | 8月23日  | レンタル家族殺人事件                    | レンタル家族殺人事件             | かたせ梨乃            | レンタル家族殺人事件       | フジテレビ | サスペンス・魔                |
| 94     | 11月5日  | 京都ミス映画村殺人事件                  | 京都ミス映画村殺人事件           | 伊藤かずえ            | 京都・映画村殺人事件       | フジテレビ | 金曜エンタテイメント          |
| 95     | 12月22日 | 推理小説作家・沢木麻沙子                | 3                                | 伊藤蘭                | 平家伝説殺人ツアー         | テレビ朝日 | 土曜ワイド劇場                |
| 1994年 |          |                                         |                                  |                       |                            |            |                               |
| 96     | 2月18日  | 京都紫野殺人事件                        | 京都紫野殺人事件                 | 黒木瞳                | 京都紫野殺人事件           | フジテレビ | 金曜エンタテイメント          |
| 97     | 3月5日   | 受験戦争殺人時代                        | 受験戦争殺人時代                 | 片平なぎさ            | 受験戦争殺人時代           | テレビ朝日 | 土曜ワイド劇場                |
| 98     | 7月11日  | 看護婦探偵 戸田鮎子                     | 1                                | 斉藤由貴              | 代理母殺人事件             | TBS        | 月曜ドラマスペシャル          |
| 99     | 7月15日  | 赤い霊柩車シリーズ                      | 3                                | 片平なぎさ            | 消えた配偶者               | フジテレビ | 金曜エンタテイメント          |
| 100    | 7月22日  | 京都千利休謎の殺人事件                  | 京都千利休謎の殺人事件           | 斉藤慶子              | 千利休・謎の殺人事件       | フジテレビ | 金曜エンタテイメント          |
| 1995年 |          |                                         |                                  |                       |                            |            |                               |
| 101    | 1月13日  | 京都百人一首殺人事件                    | 京都百人一首殺人事件             | 伊藤かずえ            | 百人一首殺人事件           | フジテレビ | 金曜エンタテイメント          |
| 102    | 3月17日  | 赤い霊柩車シリーズ                      | 4                                | 片平なぎさ            | 二つの墓標                 | フジテレビ | 金曜エンタテイメント          |
| 103    | 3月20日  | 看護婦探偵 戸田鮎子                     | 2                                | 斉藤由貴              | 死の誕生パーティ           | TBS        | 月曜ドラマスペシャル          |
| 104    | 4月1日   | 推理小説作家・沢木麻沙子                | 4                                | 伊藤蘭                | 京都・グアム島殺人旅行     | テレビ朝日 | 土曜ワイド劇場                |
| 105    | 6月6日   | 遺言結婚                                | 遺言結婚                         | 早見優                | 小樽地獄坂の殺人           | 日本テレビ | 火曜サスペンス劇場            |
| 106    | 9月22日  | 京都竜の寺殺人事件                      | 京都竜の寺殺人事件               | 斉藤慶子              | 京都龍の寺殺人事件         | フジテレビ | 金曜エンタテイメント          |
| 107    | 10月23日 | 不倫調査員・由美の推理                  | 不倫調査員・由美の推理           | 斉藤慶子              | 十二秒の誤算               | TBS        | 月曜ドラマスペシャル          |
| 1996年 |          |                                         |                                  |                       |                            |            |                               |
| 108    | 1月26日  | 赤い霊柩車シリーズ                      | 5                                | 片平なぎさ            | 華やかな誤算               | フジテレビ | 金曜エンタテイメント          |
| 109    | 3月15日  | 京都祇園芸妓シリーズ                    | 1                                | 高樹沙耶              | 紫式部殺人事件             | フジテレビ | 金曜エンタテイメント          |
| 110    | 4月22日  | 名探偵キャサリン                        | 1                                | かたせ梨乃            | ヘア・デザイナー殺人事件   | TBS        | 月曜ドラマスペシャル          |
| 111    | 7月12日  | 京都一条戻り橋殺人事件                  | 京都一条戻り橋殺人事件           | 斉藤慶子              | 一条戻り橋殺人事件         | フジテレビ | 金曜エンタテイメント          |
| 112    | 10月14日 | 名探偵キャサリン                        | 2                                | かたせ梨乃            | 小京都・郡上八幡殺人事件   | TBS        | 月曜ドラマスペシャル          |
| 113    | 10月18日 | 赤い霊柩車シリーズ                      | 6                                | 片平なぎさ            | 婚約者は死者               | フジテレビ | 金曜エンタテイメント          |
| 1997年 |          |                                         |                                  |                       |                            |            |                               |
| 114    | 3月7日   | 京都祇園芸妓シリーズ                    | 2                                | 高樹沙耶              | 京都恋人形殺人事件         | フジテレビ | 金曜エンタテイメント          |
| 115    | 4月7日   | 名探偵キャサリン                        | 3                                | かたせ梨乃            | 花の棺                     | TBS        | 月曜ドラマスペシャル          |
| 116    | 4月11日  | 赤い霊柩車シリーズ                      | 7                                | 片平なぎさ            | 双子の棺                   | フジテレビ | 金曜エンタテイメント          |
| 117    | 6月27日  | 京都夜の祇園殺人事件                    | 京都夜の祇園殺人事件             | 伊藤かずえ            | 京都夜の都大路殺人事件     | フジテレビ | 金曜エンタテイメント          |
| 118    | 6月30日  | 検視官江夏冬子                          | 1                                | 萬田久子              | 京都清水坂殺人事件         | TBS        | 月曜ドラマスペシャル          |
| 119    | 7月12日  | 花の京都・美人姉妹の推理                | 1                                | とよた真帆 千堂あきほ | 向日葵は死のメッセージ     | テレビ朝日 | 土曜ワイド劇場                |
| 120    | 9月1日   | 小京都・龍野殺人事件                    | 小京都・龍野殺人事件             | 賀来千香子            | 龍野武者行列殺人事件       | TBS        | 月曜ドラマスペシャル          |
| 121    | 10月24日 | 京都祇園芸妓シリーズ                    | 3                                | 高樹沙耶              | 都おどり殺人事件           | フジテレビ | 金曜エンタテイメント          |
| 122    | 11月1日  | 京都お見合いツアー殺人事件              | 1                                | 森口博子              | 高知お見合いツアー殺人事件 | テレビ朝日 | 土曜ワイド劇場                |
| 123    | 12月26日 | 赤い霊柩車シリーズ                      | 8                                | 片平なぎさ            | 燃える棺                   | フジテレビ | 金曜エンタテイメント          |
| 1998年 |          |                                         |                                  |                       |                            |            |                               |
| 124    | 1月5日   | 名探偵キャサリン                        | 4                                | かたせ梨乃            | 清少納言殺人事件           | TBS        | 月曜ドラマスペシャル          |
| 125    | 2月2日   | 検視官江夏冬子                          | 2                                | 萬田久子              | 殺された婚約者             | TBS        | 月曜ドラマスペシャル          |
| 126    | 2月7日   | 愛の摩周湖殺人事件                      | 愛の摩周湖殺人事件               | 水野真紀              | 愛の摩周湖殺人事件         | テレビ朝日 | 土曜ワイド劇場                |
| 127    | 4月10日  | 京都祇園芸妓シリーズ                    | 4                                | 高樹沙耶              | 京都清閑寺殺人事件         | フジテレビ | 金曜エンタテイメント          |
| 128    | 4月20日  | 京都・金沢殺人事件                      | 京都・金沢殺人事件               | 斉藤由貴              | 京都・金沢殺人事件         | TBS        | 月曜ドラマスペシャル          |
| 129    | 5月23日  | 花の京都・美人姉妹の推理                | 2                                | とよた真帆 千堂あきほ | 京都大原殺人事件           | テレビ朝日 | 土曜ワイド劇場                |
| 130    | 6月1日   | 名探偵キャサリン                        | 5                                | かたせ梨乃            | 胡蝶蘭殺人事件             | TBS        | 月曜ドラマスペシャル          |
| 131    | 6月6日   | 京都お見合いツアー殺人事件              | 2                                | 森口博子              | 鞍馬の火祭                 | テレビ朝日 | 土曜ワイド劇場                |
| 132    | 8月31日  | 検視官江夏冬子                          | 3                                | 萬田久子              | 不自然な溺死体             | TBS        | 月曜ドラマスペシャル          |
| 133    | 10月2日  | 赤い霊柩車シリーズ                      | 9                                | 片平なぎさ            | 大江山鬼伝説殺人事件       | フジテレビ | 金曜エンタテイメント          |
| 134    | 11月6日  | ニュースキャスター沢木麻沙子            | 1                                | 羽田美智子            | 京都・出雲殺人事件         | フジテレビ | 金曜エンタテイメント          |
| 135    | 11月30日 | 名探偵キャサリン                        | 6                                | かたせ梨乃            | ブラックオパールの秘密     | TBS        | 月曜ドラマスペシャル          |
| 136    | 12月25日 | 赤い霊柩車シリーズ                      | 10                               | 片平なぎさ            | 死を呼ぶカーディガン       | フジテレビ | 金曜エンタテイメント          |
| 1999年 |          |                                         |                                  |                       |                            |            |                               |
| 137    | 1月22日  | 京都女優シリーズ                        | 1                                | 東ちづる              | 京友禅の秘密               | フジテレビ | 金曜エンタテイメント          |
| 138    | 1月23日  | 燃えた花嫁                              | 燃えた花嫁                       | 沢口靖子              | 燃えた花嫁                 | テレビ朝日 | 土曜ワイド劇場                |
| 139    | 2月27日  | 京都・在原業平殺人事件                  | 京都・在原業平殺人事件           | 石田ゆり子            | 在原業平殺人事件           | テレビ朝日 | 土曜ワイド劇場                |
| 140    | 3月22日  | 名探偵キャサリン                        | 7                                | かたせ梨乃            | エジプト女王の棺           | TBS        | 月曜ドラマスペシャル          |
| 141    | 4月2日   | 京都祇園芸妓シリーズ                    | 5                                | 高樹沙耶              | 京都の祭に人が死ぬ         | フジテレビ | 金曜エンタテイメント          |
| 142    | 4月17日  | 花の京都・美人姉妹の推理                | 3                                | とよた真帆 千堂あきほ | 京都茶道家元殺人事件       | テレビ朝日 | 土曜ワイド劇場                |
| 143    | 9月13日  | 検視官江夏冬子                          | 4                                | 萬田久子              | 告発の手紙                 | TBS        | 月曜ドラマスペシャル          |
| 144    | 10月4日  | 名探偵キャサリン                        | 8                                | かたせ梨乃            | ゴールドコーストの遺品     | TBS        | 月曜ドラマスペシャル          |
| 145    | 10月15日 | ニュースキャスター沢木麻沙子            | 2                                | 羽田美智子            | 京都・博多殺人事件         | フジテレビ | 金曜エンタテイメント          |
| 146    | 10月22日 | 赤い霊柩車シリーズ                      | 11                               | 片平なぎさ            | 京都新婚旅行殺人事件       | フジテレビ | 金曜エンタテイメント          |

#### 2000年代
| 作品数 | 放送日   | タイトル                            | 話数                                | 主演                  | 原作                              | 放送局     | 放送枠               |
| 2000年 | 2000年   | 2000年                              | 2000年                              | 2000年                | 2000年                            | 2000年     | 2000年               |
| ------ | -------- | ----------------------------------- | ----------------------------------- | --------------------- | --------------------------------- | ---------- | -------------------- |
| 147    | 2月4日   | 京都女優シリーズ                    | 2                                   | 東ちづる              | 京都・十二単衣殺人事件            | フジテレビ | 金曜エンタテイメント |
| 148    | 3月6日   | 検視官江夏冬子                      | 5                                   | 萬田久子              | 偽装の殺人現場                    | TBS        | 月曜ドラマスペシャル |
| 149    | 4月28日  | 赤い霊柩車シリーズ                  | 12                                  | 片平なぎさ            | 化粧した死体                      | フジテレビ | 金曜エンタテイメント |
| 150    | 6月23日  | 京都祇園芸妓シリーズ                | 6                                   | 高樹沙耶              | 京絵皿の秘密                      | フジテレビ | 金曜エンタテイメント |
| 151    | 9月18日  | 名探偵キャサリン                    | 9                                   | かたせ梨乃            | ディーラー殺人事件                | TBS        | 月曜ドラマスペシャル |
| 152    | 10月13日 | 赤い霊柩車シリーズ                  | 13                                  | 片平なぎさ            | 愛の立待岬 京都・函館殺人事件     | フジテレビ | 金曜エンタテイメント |
| 153    | 10月28日 | 狩矢父娘シリーズ                    | 1                                   | 藤谷美紀              | 京都貴船川殺人事件                | テレビ朝日 | 土曜ワイド劇場       |
| 154    | 12月15日 | ニュースキャスター沢木麻沙子        | 3                                   | 羽田美智子            | 目撃者ご一報下さい                | フジテレビ | 金曜エンタテイメント |
| 155    | 12月22日 | 京都祇園芸妓シリーズ                | 7                                   | 高樹沙耶              | 月下美人殺人事件                  | フジテレビ | 金曜エンタテイメント |
| 2001年 |          |                                     |                                     |                       |                                   |            |                      |
| 156    | 1月24日  | 不倫調査員・片山由美                | 1                                   | 池上季実子            | 初恋の人を探して                  | テレビ東京 | 女と愛とミステリー   |
| 157    | 3月14日  | 殺意の果てに                        | 殺意の果てに                        | 加藤剛                | 殺意のまつり                      | テレビ東京 | 女と愛とミステリー   |
| 158    | 6月4日   | 名探偵キャサリン                    | 10                                  | かたせ梨乃            | 呪われたルビー                    | TBS        | 月曜ミステリー劇場   |
| 159    | 6月15日  | 京都女優シリーズ                    | 3                                   | 東ちづる              | 彼岸花が死を招く                  | フジテレビ | 金曜エンタテイメント |
| 160    | 8月20日  | 検視官江夏冬子                      | 6                                   | 萬田久子              | 故人の縊死により                  | TBS        | 月曜ドラマスペシャル |
| 161    | 8月22日  | 不倫調査員・片山由美                | 2                                   | 池上季実子            | 鳥取旅行の罠                      | テレビ東京 | 女と愛とミステリー   |
| 162    | 9月21日  | ニュースキャスター沢木麻沙子        | 4                                   | 羽田美智子            | 越前岬の殺人                      | フジテレビ | 金曜エンタテイメント |
| 163    | 10月12日 | 赤い霊柩車シリーズ                  | 14                                  | 片平なぎさ            | 琵琶湖別荘殺人事件                | フジテレビ | 金曜エンタテイメント |
| 164    | 11月9日  | 京都祇園芸妓シリーズ                | 8                                   | 高樹沙耶              | 小野小町殺人事件                  | フジテレビ | 金曜エンタテイメント |
| 2002年 |          |                                     |                                     |                       |                                   |            |                      |
| 165    | 2月13日  | 京都グルメ旅行殺人事件              | 京都グルメ旅行殺人事件              | 松下由樹              | 京都グルメ旅行殺人事件            | テレビ東京 | 女と愛とミステリー   |
| 166    | 3月30日  | 狩矢父娘シリーズ                    | 2                                   | 藤谷美紀              | 札幌雪まつりの殺人                | テレビ朝日 | 土曜ワイド劇場       |
| 167    | 4月5日   | 赤い霊柩車シリーズ                  | 15                                  | 片平なぎさ            | 京都二年坂殺人事件                | フジテレビ | 金曜エンタテイメント |
| 168    | 5月1日   | 不倫調査員・片山由美                | 3                                   | 池上季実子            | 京都不倫旅行殺人事件              | テレビ東京 | 女と愛とミステリー   |
| 169    | 6月3日   | 名探偵キャサリン                    | 11                                  | かたせ梨乃            |                                   | TBS        | 月曜ミステリー劇場   |
| 170    | 6月7日   | 京都女優シリーズ                    | 4                                   | 東ちづる              | 鬼法院殺人事件                    | フジテレビ | 金曜エンタテイメント |
| 171    | 7月3日   | 京都新婚旅行殺人事件                | 京都新婚旅行殺人事件                | 斉藤由貴              | 京都新婚旅行殺人事件              | テレビ東京 | 女と愛とミステリー   |
| 172    | 10月4日  | 赤い霊柩車シリーズ                  | 16                                  | 片平なぎさ            | 偽りの遺留品                      | フジテレビ | 金曜エンタテイメント |
| 173    | 11月15日 | ニュースキャスター沢木麻沙子        | 5                                   | 羽田美智子            |                                   | フジテレビ | 金曜エンタテイメント |
| 174    | 11月18日 | 名探偵キャサリン                    | 12                                  | かたせ梨乃            | 坂本龍馬殺人事件                  | TBS        | 月曜ミステリー劇場   |
| 175    | 11月23日 | 狩矢父娘シリーズ                    | 3                                   | 藤谷美紀              | 京都紅葉寺殺人事件                | テレビ朝日 | 土曜ワイド劇場       |
| 2003年 |          |                                     |                                     |                       |                                   |            |                      |
| 176    | 2月19日  | 税関検査官・今井陽子                | 税関検査官・今井陽子                | 名取裕子              | 大阪国際空港殺人事件              | テレビ東京 | 女と愛とミステリー   |
| 177    | 3月26日  | 不倫調査員・片山由美                | 4                                   | 池上季実子            | 京都大原殺人事件                  | テレビ東京 | 女と愛とミステリー   |
| 178    | 3月28日  | 京都女優シリーズ                    | 5                                   | 東ちづる              | 流れ橋殺人事件                    | フジテレビ | 金曜エンタテイメント |
| 179    | 5月3日   | 不倫の旅連続殺人                    | 不倫の旅連続殺人                    | とよた真帆            | 残酷な旅路                        | テレビ朝日 | 土曜ワイド劇場       |
| 180    | 6月4日   | 京都離婚旅行殺人事件                | 京都離婚旅行殺人事件                | 田中美里              | 京都離婚旅行殺人事件              | テレビ東京 | 女と愛とミステリー   |
| 181    | 6月13日  | 赤い霊柩車シリーズ                  | 17                                  | 片平なぎさ            | 毎月の脅迫者                      | フジテレビ | 金曜エンタテイメント |
| 182    | 6月14日  | 狩矢父娘シリーズ                    | 4                                   | 藤谷美紀              | 京都祇園殺人事件 天の橋立殺人事件 | テレビ朝日 | 土曜ワイド劇場       |
| 183    | 8月4日   | 京舞妓殺人事件                      | 1                                   | 池上季実子            | 京舞妓殺人事件                    | TBS        | 月曜ミステリー劇場   |
| 184    | 8月15日  | 京都女優シリーズ                    | 6                                   | 東ちづる              | 京都殺人地図                      | フジテレビ | 金曜エンタテイメント |
| 185    | 10月10日 | 赤い霊柩車シリーズ                  | 18                                  | 片平なぎさ            |                                   | フジテレビ | 金曜エンタテイメント |
| 186    | 10月11日 | 京都の祭に人が死ぬ                  | 京都の祭に人が死ぬ                  | 松下由樹              | 京都の祭に人が死ぬ                | テレビ朝日 | 土曜ワイド劇場       |
| 187    | 11月10日 | 名探偵キャサリン                    | 13                                  | かたせ梨乃            | 京都・宇治川殺人事件              | TBS        | 月曜ミステリー劇場   |
| 188    | 11月28日 | 新・京都祇園芸妓シリーズ            | 1                                   | 牧瀬里穂              | 都おどり殺人事件                  | フジテレビ | 金曜エンタテイメント |
| 2004年 |          |                                     |                                     |                       |                                   |            |                      |
| 189    | 6月2日   | 不倫調査員・片山由美                | 5                                   | 池上季実子            | 告発の手紙                        | テレビ東京 | 女と愛とミステリー   |
| 190    | 7月16日  | 京都女優シリーズ                    | 7                                   | 東ちづる              |                                   | フジテレビ | 金曜エンタテイメント |
| 191    | 8月2日   | 名探偵キャサリン                    | 14                                  | かたせ梨乃            |                                   | TBS        | 月曜ミステリー劇場   |
| 192    | 8月14日  | 狩矢父娘シリーズ                    | 5                                   | 藤谷美紀              | 京都夏祭り殺人事件                | テレビ朝日 | 土曜ワイド劇場       |
| 193    | 9月1日   | 小京都飛騨高山殺人事件              | 小京都飛騨高山殺人事件              | 名取裕子              | 小京都連続殺人事件                | テレビ東京 | 女と愛とミステリー   |
| 194    | 9月3日   | 京都門司港殺人事件                  | 1                                   | 川原亜矢子            | 山陽路殺人事件                    | フジテレビ | 金曜エンタテイメント |
| 195    | 10月8日  | 赤い霊柩車シリーズ                  | 19                                  | 片平なぎさ            | 見知らぬ招待客                    | フジテレビ | 金曜エンタテイメント |
| 196    | 11月5日  | 新・京都祇園芸妓シリーズ            | 2                                   | 牧瀬里穂              | 百人一首殺人事件                  | フジテレビ | 金曜エンタテイメント |
| 197    | 12月8日  | 不倫調査員・片山由美                | 6                                   | 池上季実子            | 京都花見小路殺人事件              | テレビ東京 | 女と愛とミステリー   |
| 2005年 |          |                                     |                                     |                       |                                   |            |                      |
| 198    | 1月6日   | 京都再婚旅行殺人事件                | 京都再婚旅行殺人事件                | 東ちづる              | 京都再婚旅行殺人事件              | テレビ朝日 | 新春ドラマSP         |
| 199    | 1月17日  | 京舞妓殺人事件                      | 2                                   | 池上季実子            | 京菓子殺人事件                    | TBS        | 月曜ミステリー劇場   |
| 200    | 4月2日   | 狩矢父娘シリーズ                    | 6                                   | 藤谷美紀              | 花の棺                            | テレビ朝日 | 土曜ワイド劇場       |
| 201    | 10月14日 | 赤い霊柩車シリーズ                  | 20                                  | 片平なぎさ            | 血の鎮魂歌                        | フジテレビ | 金曜エンタテイメント |
| 202    | 10月19日 | 不倫調査員・片山由美                | 7                                   | 池上季実子            | なぜにあなたは京都で死ぬの?       | テレビ東京 | 水曜ミステリー9      |
| 203    | 10月24日 | 狩矢警部シリーズ                    | 1                                   | 船越英一郎            | 水仙の花言葉は死                  | TBS        | 月曜ミステリー劇場   |
| 2006年 |          |                                     |                                     |                       |                                   |            |                      |
| 204    | 4月8日   | 狩矢父娘シリーズ                    | 7                                   | 藤谷美紀              | 京都花の艶殺人事件                | テレビ朝日 | 土曜ワイド劇場       |
| 205    | 5月1日   | 狩矢警部シリーズ                    | 2                                   | 船越英一郎            | 聰明な殺意                        | TBS        | 月曜ゴールデン       |
| 206    | 5月12日  | 京都門司港殺人事件                  | 2                                   | 川原亜矢子            | 宮崎旅行の殺人                    | フジテレビ | 金曜エンタテイメント |
| 207    | 8月2日   | 不倫調査員・片山由美                | 8                                   | 池上季実子            | 京都清閑寺殺人事件                | テレビ東京 | 水曜ミステリー9      |
| 208    | 8月7日   | 名探偵キャサリン                    | 15                                  | かたせ梨乃            | 京友禅の秘密                      | TBS        | 月曜ゴールデン       |
| 209    | 9月2日   | 地獄坂の復讐殺人!                   | 地獄坂の復讐殺人!                   | 酒井美紀              | 小樽地獄坂の殺人                  | テレビ朝日 | 土曜ワイド劇場       |
| 210    | 10月6日  | 赤い霊柩車シリーズ                  | 21                                  | 片平なぎさ            | 灰色の容疑者 殺しの乱数表         | フジテレビ | 金曜プレステージ     |
| 211    | 12月25日 | 京舞妓VS狩矢警部 乱れ傘の舞殺人事件 | 京舞妓VS狩矢警部 乱れ傘の舞殺人事件 | 池上季実子 船越英一郎 |                                   | TBS        | 月曜ゴールデン       |
| 2007年 |          |                                     |                                     |                       |                                   |            |                      |
| 212    | 4月7日   | 狩矢父娘シリーズ                    | 8                                   | 藤谷美紀              | 京都花見小路殺人事件              | テレビ朝日 | 土曜ワイド劇場       |
| 213    | 7月9日   | 狩矢警部シリーズ                    | 3                                   | 船越英一郎            | 夜の不死蝶                        | TBS        | 月曜ゴールデン       |
| 214    | 9月19日  | 不倫調査員・片山由美                | 9                                   | 池上季実子            | 黒髪殺人事件                      | テレビ東京 | 水曜ミステリー9      |
| 215    | 10月5日  | 赤い霊柩車シリーズ                  | 22                                  | 片平なぎさ            | 代理妻殺人事件                    | フジテレビ | 金曜プレステージ     |
| 2008年 |          |                                     |                                     |                       |                                   |            |                      |
| 216    | 2月8日   | 新・京都祇園芸妓シリーズ            | 3                                   | 牧瀬里穂              | 花嫁衣裳殺人事件                  | フジテレビ | 金曜プレステージ     |
| 217    | 3月8日   | 伊勢志摩殺人事件                    | 伊勢志摩殺人事件                    | 遠藤久美子            | 伊勢志摩殺人事件                  | テレビ朝日 | 土曜サスペンス       |
| 218    | 3月19日  | 不倫調査員・片山由美                | 10                                  | 池上季実子            | 京都化野殺人事件                  | テレビ東京 | 水曜ミステリー9      |
| 219    | 4月14日  | 狩矢警部シリーズ                    | 4                                   | 船越英一郎            |                                   | TBS        | 月曜ゴールデン       |
| 220    | 4月18日  | 京都門司港殺人事件                  | 3                                   | 川原亜矢子            | 芙蓉の花は血の色                  | フジテレビ | 金曜プレステージ     |
| 221    | 5月24日  | 狩矢父娘シリーズ                    | 9                                   | 藤谷美紀              | 京料理殺人事件                    | テレビ朝日 | 土曜ワイド劇場       |
| 222    | 10月10日 | 赤い霊柩車シリーズ                  | 23                                  | 片平なぎさ            | 聰明な殺意 夜の不死鳥             | フジテレビ | 金曜プレステージ     |
| 2009年 |          |                                     |                                     |                       |                                   |            |                      |
| 223    | 1月26日  | 狩矢警部シリーズ                    | 5                                   | 船越英一郎            | 京舞妓殺人事件                    | TBS        | 月曜ゴールデン       |
| 224    | 2月2日   | 狩矢警部シリーズ                    | 6                                   | 船越英一郎            | 燃えた花嫁                        | TBS        | 月曜ゴールデン       |
| 225    | 5月2日   | 狩矢父娘シリーズ                    | 10                                  | 藤谷美紀              | ミス振袖殺人事件                  | テレビ朝日 | 土曜ワイド劇場       |
| 226    | 6月5日   | 赤い霊柩車シリーズ                  | 24                                  | 片平なぎさ            | 殺人予告はリダイヤル              | フジテレビ | 金曜プレステージ     |
| 227    | 11月2日  | 狩矢警部シリーズ                    | 7                                   | 船越英一郎            | 小野小町殺人事件                  | TBS        | 月曜ゴールデン       |

#### 2010年代
| 作品数 | 放送日   | タイトル                     | 話数                   | 主演                             | 原作                       | 放送局     | 放送枠               |
| 2010年 | 2010年   | 2010年                       | 2010年                 | 2010年                           | 2010年                     | 2010年     | 2010年               |
| ------ | -------- | ---------------------------- | ---------------------- | -------------------------------- | -------------------------- | ---------- | -------------------- |
| 228    | 4月2日   | 赤い霊柩車シリーズ           | 25                     | 片平なぎさ                       | 京都絵馬堂殺人事件         | フジテレビ | 金曜プレステージ     |
| 229    | 4月24日  | 狩矢父娘シリーズ             | 11                     | 藤谷美紀                         | 京都清水坂殺人事件         | テレビ朝日 | 土曜ワイド劇場       |
| 230    | 5月17日  | 狩矢警部シリーズ             | 8                      | 船越英一郎                       | 京都西大路通り殺人事件     | TBS        | 月曜ゴールデン       |
| 231    | 10月1日  | 赤い霊柩車シリーズ           | 26                     | 片平なぎさ                       | ポールポジション           | フジテレビ | 金曜プレステージ     |
| 232    | 11月12日 | 京都・源氏物語殺人絵巻       | 京都・源氏物語殺人絵巻 | 浅野ゆう子                       | 大阪国際空港殺人事件       | フジテレビ | 金曜プレステージ     |
| 233    | 11月15日 | 狩矢警部シリーズ             | 9                      | 船越英一郎                       | 坂本龍馬殺人事件           | TBS        | 月曜ゴールデン       |
| 2011年 |          |                              |                        |                                  |                            |            |                      |
| 234    | 2月5日   | 狩矢父娘シリーズ             | 12                     | 藤谷美紀                         | 竜の寺殺人事件             | テレビ朝日 | 土曜ワイド劇場       |
| 235    | 4月8日   | 赤い霊柩車シリーズ           | 27                     | 片平なぎさ                       | キャピタルゲイン殺人事件   | フジテレビ | 金曜プレステージ     |
| 236    | 7月4日   | 狩矢警部シリーズ             | 10                     | 船越英一郎                       | 千利休・謎の殺人事件       | TBS        | 月曜ゴールデン       |
| 237    | 10月7日  | 赤い霊柩車シリーズ           | 28                     | 片平なぎさ                       | 京都・金沢殺人事件         | フジテレビ | 金曜プレステージ     |
| 238    | 10月22日 | 狩矢父娘シリーズ             | 13                     | 藤谷美紀                         | 嵯峨野トロッコ列車殺人事件 | テレビ朝日 | 土曜ワイド劇場       |
| 239    | 12月21日 | 不倫調査員・片山由美         | 11                     | 池上季実子                       | 月下美人殺人事件           | テレビ東京 | 水曜ミステリー9      |
| 2012年 |          |                              |                        |                                  |                            |            |                      |
| 240    | 1月13日  | 黒の滑走路                   | 1                      | 浅野ゆう子                       | 大阪国際空港殺人事件       | フジテレビ | 金曜プレステージ     |
| 241    | 3月19日  | 狩矢警部シリーズ             | 11                     | 船越英一郎                       | 京都鞍馬殺人事件           | TBS        | 月曜ゴールデン       |
| 242    | 4月13日  | 赤い霊柩車シリーズ           | 29                     | 片平なぎさ                       | 女相続人連続殺人事件       | フジテレビ | 金曜プレステージ     |
| 243    | 4月18日  | 作家探偵・山村美紗           | 1                      | 浅野ゆう子                       | 京友禅の秘密               | テレビ東京 | 水曜ミステリー9      |
| 244    | 5月4日   | 小京都連続殺人事件           | 1                      | 浅野温子                         |                            | フジテレビ | 金曜プレステージ     |
| 245    | 5月11日  | 女検視官・江夏冬子           | 1                      | かたせ梨乃                       | 少女は密室で死んだ         | フジテレビ | 金曜プレステージ     |
| 246    | 5月18日  | 推理作家・池加代子           | 1                      | 名取裕子                         | ポケットベルに死の予告     | フジテレビ | 金曜プレステージ     |
| 247    | 5月25日  | 黒の滑走路                   | 2                      | 浅野ゆう子                       | 大阪国際空港殺人事件       | フジテレビ | 金曜プレステージ     |
| 248    | 7月11日  | 看護師・戸田鮎子の推理カルテ | 1                      | 本仮屋ユイカ                     | 雛祭り殺人事件             | テレビ東京 | 水曜ミステリー9      |
| 249    | 8月29日  | 不倫調査員・片山由美         | 12                     | 池上季実子                       | 黒の環状線                 | テレビ東京 | 水曜ミステリー9      |
| 250    | 9月28日  | 赤い霊柩車シリーズ           | 30・前編               | 片平なぎさ                       | 龍野武者行列殺人事件       | フジテレビ | 金曜プレステージ     |
| 251    | 10月5日  | 赤い霊柩車シリーズ           | 30・後編               | 片平なぎさ                       | 龍野武者行列殺人事件       | フジテレビ | 金曜プレステージ     |
| 252    | 10月6日  | 狩矢父娘シリーズ             | 14                     | 藤谷美紀                         | 華やかな密室               | テレビ朝日 | 土曜ワイド劇場       |
| 253    | 11月19日 | 狩矢警部シリーズ             | 12                     | 船越英一郎                       | 華やかな殺意               | TBS        | 月曜ゴールデン       |
| 254    | 12月19日 | 作家探偵・山村美紗           | 2                      | 浅野ゆう子                       | 柚子の寺殺人事件           | テレビ東京 | 水曜ミステリー9      |
| 2013年 |          |                              |                        |                                  |                            |            |                      |
| 255    | 4月19日  | 赤い霊柩車シリーズ           | 31                     | 片平なぎさ                       | 哲学の小径の少女           | フジテレビ | 金曜プレステージ     |
| 256    | 5月3日   | 小京都連続殺人事件           | 2                      | 浅野温子                         |                            | フジテレビ | 金曜プレステージ     |
| 257    | 5月24日  | 女検視官・江夏冬子           | 1                      | かたせ梨乃                       | 謎の焼死体                 | フジテレビ | 金曜プレステージ     |
| 258    | 7月3日   | 不倫調査員・片山由美         | 13                     | 池上季実子                       | 桔梗寺殺人事件             | テレビ東京 | 水曜ミステリー9      |
| 259    | 7月26日  | 推理作家・池加代子           | 2                      | 名取裕子                         | 京都・神戸殺人事件         | フジテレビ | 金曜プレステージ     |
| 260    | 8月9日   | 黒の滑走路                   | 3                      | 浅野ゆう子                       | 大阪国際空港殺人事件       | フジテレビ | 金曜プレステージ     |
| 261    | 10月5日  | 狩矢父娘シリーズ             | 15                     | 藤谷美紀                         | 京都グルメ旅行殺人事件     | テレビ朝日 | 土曜ワイド劇場       |
| 262    | 10月18日 | 小京都連続殺人事件           | 3                      | 浅野温子                         | くらやみ祭に人が死ぬ       | フジテレビ | 金曜プレステージ     |
| 263    | 10月30日 | 看護師・戸田鮎子の推理カルテ | 2                      | 本仮屋ユイカ                     | 不倫の代償                 | テレビ東京 | 水曜ミステリー9      |
| 264    | 11月6日  | 作家探偵・山村美紗           | 3                      | 浅野ゆう子                       | 京舞妓殺人事件             | テレビ東京 | 水曜ミステリー9      |
| 265    | 11月22日 | 赤い霊柩車シリーズ           | 32                     | 片平なぎさ                       | 京絵皿の秘密               | フジテレビ | 金曜プレステージ     |
| 2014年 |          |                              |                        |                                  |                            |            |                      |
| 266    | 3月3日   | 狩矢警部シリーズ             | 13                     | 船越英一郎                       | 恋人形殺人事件             | TBS        | 月曜ゴールデン       |
| 267    | 4月18日  | 赤い霊柩車シリーズ           | 33                     | 片平なぎさ                       | 卒都婆小町が死んだ         | フジテレビ | 金曜プレステージ     |
| 268    | 5月2日   | 黒の滑走路                   | 4                      | 浅野ゆう子                       | 大阪国際空港殺人事件       | フジテレビ | 金曜プレステージ     |
| 269    | 8月6日   | 不倫調査員・片山由美         | 14                     | 池上季実子                       | 枝垂れ殺人事件             | テレビ東京 | 水曜ミステリー9      |
| 270    | 8月30日  | 狩矢父娘シリーズ             | 16                     | 藤谷美紀                         | 長良川鵜飼殺人事件         | テレビ朝日 | 土曜ワイド劇場       |
| 271    | 10月24日 | 赤い霊柩車シリーズ           | 34                     | 片平なぎさ                       | レンタル家族殺人事件       | フジテレビ | 赤と黒のゲキジョー   |
| 272    | 12月22日 | 狩矢警部シリーズ             | 14                     | 船越英一郎                       | 華麗なる復讐               | TBS        | 月曜ゴールデン       |
| 2015年 |          |                              |                        |                                  |                            |            |                      |
| 273    | 6月26日  | 赤い霊柩車シリーズ           | 35                     | 片平なぎさ                       | 死体はクーラーが好き       | フジテレビ | 金曜プレミアム       |
| 274    | 9月5日   | 名探偵キャサリン             | 1                      | シャーロット・ケイト・フォックス | 花の棺                     | テレビ朝日 | ドラマスペシャル     |
| 275    | 12月7日  | 狩矢警部シリーズ             | 15                     | 船越英一郎                       |                            | TBS        | 月曜ゴールデン       |
| 2016年 |          |                              |                        |                                  |                            |            |                      |
| 276    | 1月30日  | 狩矢父娘シリーズ             | 17                     | 藤谷美紀                         | 京都詩仙堂殺人事件         | テレビ朝日 | 土曜ワイド劇場       |
| 277    | 3月20日  | 名探偵キャサリン             | 2                      | シャーロット・ケイト・フォックス | 消えた相続人               | テレビ朝日 | 日曜エンタ           |
| 278    | 3月25日  | 赤い霊柩車シリーズ           | 36                     | 片平なぎさ                       | 京都小犬土鈴殺人事件       | フジテレビ | 金曜プレミアム       |
| 2017年 |          |                              |                        |                                  |                            |            |                      |
| 279    | 3月23日  | 狩矢父娘シリーズ             | 18                     | 藤谷美紀                         | 京都・神戸殺人事件         | テレビ朝日 | ミステリースペシャル |
| 280    | 9月24日  | 狩矢父娘シリーズ             | 19                     | 藤谷美紀                         | 猿を抱いた少女             | テレビ朝日 | 日曜ワイド           |
| 2018年 |          |                              |                        |                                  |                            |            |                      |
| 281    | 11月16日 | 赤い霊柩車シリーズ           | 37                     | 片平なぎさ                       | 猫を抱いた死体             | フジテレビ | 金曜プレミアム       |
| 2019年 |          |                              |                        |                                  |                            |            |                      |
| 282    | 2月9日   | 小京都連続殺人事件           | 4                      | 浅野温子                         |                            | フジテレビ | 土曜ワイド           |
| 283    | 3月23日  | 黒の滑走路                   | 5                      | 浅野ゆう子                       | 大阪国際空港殺人事件       | フジテレビ | 土曜ワイド           |

#### 2020年代
| 作品数 | 放送日  | タイトル                | 話数                    | 主演       | 原作                 | 放送局     | 放送枠       |
| 2020年 | 2020年  | 2020年                  | 2020年                  | 2020年     | 2020年               | 2020年     | 2020年       |
| ------ | ------- | ----------------------- | ----------------------- | ---------- | -------------------- | ---------- | ------------ |
| 284    | 2月23日 | 狩矢父娘シリーズ        | 20                      | 藤谷美紀   | 京都見合旅行殺人事件 | テレビ朝日 | 日曜プライム |
| 285    | 3月15日 | 鉄道警察官 捜査ファイル | 鉄道警察官 捜査ファイル | 柳葉敏郎   | 華やかな密室         | TBS        |              |
| 286    | 4月3日  | 赤い霊柩車シリーズ      | 38                      | 片平なぎさ | 結婚ゲーム           | フジテレビ |              |
| 2023年 |         |                         |                         |            |                      |            |              |
| 287    | 3月17日 | 赤い霊柩車シリーズ      | 39                      | 片平なぎさ | 紅梅屋敷の殺人       | フジテレビ |              |

### 連続ドラマ
| 作品数 | 放送期間                    | タイトル            | 放送話数 | 主演       | 原作             | 放送局     | 放送枠                        |
| ------ | --------------------------- | ------------------- | -------- | ---------- | ---------------- | ---------- | ----------------------------- |
| 1      | 1979年4月30日 1979年5月11日 | 鳥獣の寺            | 10       | 三田佳子   | 鳥獣の寺         | NHK        | 銀河テレビ小説                |
| 2      | 1999年4月15日 1999年6月17日 | 舞妓さんは名探偵!   | 9        | 酒井美紀   |                  | テレビ朝日 | 木曜ミステリー                |
| 3      | 2021年3月7日 2021年3月28日  | 小説家探偵 鍋島仙太 | 4        | 船越英一郎 | 百人一首殺人事件 | BS日テレ   | セガサミーグループ プレゼンツ |

### 比較リスト
※不完全
|                                                 | 日本テレビ                                                | TBS                                                       | フジテレビ                                                                              | テレビ朝日                                                      | テレビ東京                                              |
| ----------------------------------------------- | --------------------------------------------------------- | --------------------------------------------------------- | --------------------------------------------------------------------------------------- | --------------------------------------------------------------- | ------------------------------------------------------- |
| キャサリンシリーズ                              |                                                           | 『名探偵キャサリン』 （主演：かたせ梨乃） （希麻倫子 役） | 京都サスペンス （主演：マリアン） 山村美紗サスペンス （主演：ヒロコ・グレース）         | 『名探偵キャサリン』 （主演：シャーロット・ケイト・フォックス） |                                                         |
| 小京都連続殺人事件 （キャサリンシリーズ中一編） | 『小京都ミステリー』 （主演：片平なぎさ） （柏木尚子 役） |                                                           | 『小京都連続殺人事件』 （主演：浅野温子） （円城椿 役）                                 |                                                                 |                                                         |
| 祇園舞妓 小菊シリーズ                           |                                                           |                                                           |                                                                                         | 『舞妓さんは名探偵!』 （主演：酒井美紀）                        |                                                         |
| 葬儀屋 石原明子シリーズ                         |                                                           |                                                           | 『赤い霊柩車シリーズ』 （主演：片平なぎさ）                                             |                                                                 |                                                         |
| 女検視官 江夏冬子シリーズ                       |                                                           | 『検視官江夏冬子』 （主演：萬田久子）                     | 山村美紗京都サスペンス （主演：眞野あずさ） 『女検視官・江夏冬子』 （主演：かたせ梨乃） | 『京都二年坂殺人事件』 （主演：秋野暢子）                       |                                                         |
| 狩矢刑事（親子）シリーズ                        |                                                           | 『狩矢警部シリーズ』 （主演：船越英一郎）                 |                                                                                         | 『狩矢父娘シリーズ』 （主演：藤谷美紀）                         |                                                         |
| 不倫調査員・片山由美シリーズ                    |                                                           |                                                           |                                                                                         |                                                                 | 『不倫調査員・片山由美』 （主演：池上季実子）           |
| 看護婦・戸田鮎子シリーズ                        |                                                           |                                                           | 『看護婦探偵 戸田鮎子』 （主演：斉藤由貴）                                              |                                                                 | 『看護師・戸田鮎子の推理カルテ』 （主演：本仮屋ユイカ） |
| 推理小説作家・沢木麻沙子シリーズ                |                                                           |                                                           | 『ニュースキャスター沢木麻沙子』 （羽田美智子）                                         | 『京都・博多殺人事件』ほか （主演：伊藤蘭）                     |                                                         |

## 舞台化作品
- 京都 都大路謎の花くらべ（2006年9月2日 - 9月24日、南座、主演：池畑慎之介、原作：京都西大路通り殺人事件）[16]
- 京都 花灯路 恋の耀き（2010年10月2日 - 17日、南座 / 10月19日 - 10月20日、浅草公会堂、主演：山村紅葉）
- 京都都大路 迷宮の恋めぐり（2015年10月1日 - 18日、南座、主演：浅野ゆう子、原作：京都西大路通り殺人事件）[17]

## ゲーム作品
アドベンチャーゲーム「山村美紗サスペンス」シリーズとして発売され、これらはいずれもシナリオを山村が担当している。
- 京都龍の寺殺人事件（ファミリーコンピュータ/MSX2 発売元：タイトー）
- 京都花の密室殺人事件（ファミリーコンピュータ 発売元：タイトー）

- 京都財テク殺人事件（ファミリーコンピュータ 発売元：ヘクト）
  - 事件の謎に株取引の要素が絡んでくるアドベンチャーゲーム。
- 金盞花京絵皿殺人事件（PCエンジン 発売元：ナグザット）
  - 旅行グルメ雑誌記者の小早川優子が、取材中に偶然遭遇した殺人事件の謎を追う。娘の山村紅葉も声優として出演している。狩矢警部の顔は松方弘樹に酷似したグラフィックとなっている。
- 京都鞍馬山荘殺人事件（3DO 発売元：パック・イン・ビデオ）
  - 実写動画を使用したアドベンチャーゲーム。小川範子、西岡徳馬などが出演している。
  - 2009年9月にはマーベラスエンターテイメントよりPSP版リメイクが発売されたが、実写ではなくシルエット状のポリゴンキャラクターに置き換えられている。
- DS山村美紗サスペンス 舞妓小菊・記者キャサリン・葬儀屋石原明子 古都に舞う花三輪 京都殺人事件ファイル（ニンテンドーDS 発売元：テクモ）
  - 「DS西村京太郎サスペンス 新探偵シリーズ『京都・熱海・絶海の孤島 殺意の罠』」に続くシリーズ。娘の山村紅葉に似せたキャラクター・紅葉ちゃんが登場するクイズもある。

## 主なテレビ出演
- 木曜ゴールデンドラマ「目撃者 ご一報下さい」（1983年7月21日、読売テレビ）娘の山村紅葉も出演している。

## 関連出版
- 西村京太郎『女流作家』朝日新聞社、2000年、のち朝日文庫（Kindle版2014年）。自伝的小説
- 西村京太郎『華の棺』朝日新聞社、2006年、のち朝日文庫。続編
- 花房観音『京都に女王と呼ばれた作家がいた 山村美紗とふたりの男』西日本出版社、2020年